# Sowerbyella
Sowerbyella Nannf. (czarkówka) – rodzaj grzybów należący do rodziny Pyronemataceae.

## Systematyka i nazewnictwo
Pozycja w klasyfikacji według Index Fungorum: Pyronemataceae, Pezizales, Pezizomycetidae, Pezizomycetes, Pezizomycotina, Ascomycota, Fungi.
Takson utworzył John Axel Nannfeldt w 1938 r. Nazwę polską podają niektóre atlasy grzybów.
Gatunki
- Sowerbyella angustispora J.Z. Cao & J. Moravec 1988
- Sowerbyella bauerana (Cooke) Harmaja 1984
- Sowerbyella brevispora Harmaja 1984
- Sowerbyella crassisculpturata J. Moravec 1985
- Sowerbyella densireticulata J. Moravec 1985
- Sowerbyella fagicola J. Moravec 1973
- Sowerbyella imperialis (Peck) Korf 1971
- Sowerbyella kaushalii J. Moravec 1986
- Sowerbyella laevispora W.Y. Zhuang 2009
- Sowerbyella parvispora (Trigaux) J. Moravec 1986
- Sowerbyella phlyctispora (Lepr. & Mont.) Hohmeyer & J. Moravec 1995
- Sowerbyella polaripustulata J. Moravec 1985
- Sowerbyella radiculata (Sowerby) Nannf. 1938 – czarkówka korzonkowata
- Sowerbyella reguisii (Quél.) J. Moravec 1985
- Sowerbyella rhenana (Fuckel) J. Moravec 1986
- Sowerbyella unicisa (Peck) J. Moravec 1995
- Sowerbyella unicolor (Gillet) Nannf. 1938 – czarkówka jednobarwna

Nazwy naukowe i wykaz gatunków na podstawie Index Fungorum.